# W64 (核弾頭)
W64はアメリカ合衆国が開発していた核弾頭。アメリカ陸軍のMGM-52ランス短距離弾道ミサイル向けの戦術核兵器であったが、1964年に開発中止となった。
ロスアラモス国立研究所で開発が行われており、放射線強化弾頭となるものであった。ローレンス・リバモア国立研究所のW63核弾頭と競争開発を行なっていたものである。1964年9月にW63の方を開発継続することとなり、W64は開発中止となった。なお、W63もW70の開発のため、1966年に開発中止となり、実用化されランス・ミサイルに搭載されたのはW70核弾頭（1973年開発）である。